# 吸煙（公眾衛生）條例
《吸煙（公眾衛生）條例》（英語：Smoking (Public Health) Ordinance；《香港法例》第371章），一般稱作《禁止吸煙條例》。條例於1982年由港英政府訂立，是香港最主要的控煙法例。此法例旨在禁止在某些區域吸煙，並就煙草產品的包裝、售賣及推廣等方面作出限制和規管，並陸續修訂，2006年香港立法會通過大幅擴大禁煙範圍，在餐廳、酒吧、公園、扶手電梯以至室內公共地方等，均會作不同程度的禁煙。此禁煙令於2007年1月1日開始實施，由衞生署控煙酒辦公室執行，違例吸煙人士改為實施定額罰款HK$1,500。但由於法例規定多個室內處所包括在不同程度的禁煙範圍內，以至事實上，香港室外地方，例如街道行人路面以及不禁煙的休憩場所，吸煙情況幾乎經常隨處可見。
在1980年代之前，香港沒有管制吸煙行為，政府只是呼籲吸煙人士要顧及他人，不要在室內吸煙，除了軍火倉庫及油庫等危險品設施受到特定法例管制外，在香港其他地方都沒有法例明文禁止吸煙，即使在麥理浩就任香港總督的1970年代，仍是允許在室內及室外吸煙，麥理浩本人也是煙民，亦曾於出席公開場合時吸煙。當時的煙草廣告都沒有健康忠告，甚至在一些政府刊物中，都會印有煙草廣告。因為吸煙被確定與癌症，特別是肺癌有重大關係，而癌症亦取代傳染病成為香港死亡率最高的疾病，而且在室內吸煙會影響到不吸煙的人，特別是兒童，所以當時社會一直有意見認為應早日立法禁煙。1982年，總督尤德開始推行禁煙政策，首批禁煙法例應運而生。
現時衞生署控煙酒辦公室（簡稱控煙酒辦）全職公務員編制為140人，即平均每分區不足8人。被拘捕而上庭的更是少之又少。2020年，控煙酒辦只檢控了6,645名香港市民。
除了違例吸煙以外，沒有把煙蒂丟在指定的煙灰缸，也會被罰款HK$3,000，但這個法例由食物環境衛生署執行，衛生署控煙酒辦公室並沒有管轄權力。事實上，香港街道行人路面，隨地亂拋的煙蒂幾乎經常隨地可見。

## 禁止吸煙區
任何人不得在以下地方吸煙、攜帶燃著的香煙、雪茄或煙斗、或吸用／攜帶已啟動的另類吸煙產品，違例者可被定額罰款HK$1,500。而於1982年至1992年7月31日及1992年8月1日至2009年8月期間，違例者可被最高罰款分別HK$1,000及$5,000，但由於是循簡易程序定罪，具體罰款金額會交由法院裁決，通常只會判罰HK$800。

### 於1982年生效的禁煙區
- 公共升降機
- 公共交通工具（如：公共巴士、鐵路、纜車、小巴、的士、旅遊巴士、渡輪等）[註 1][5]
- 機場客運大樓（詳見啟德香港國際機場）
- 室內公眾娛樂場所的指定禁煙區域[6][7]
- 政府診所、健康院[8]

### 於1992年8月1日起生效的禁煙區
- 電影院
- 劇院
- 音樂廳
- 遊戲機中心

### 於1998年7月1日起生效的禁煙區
- 購物商場
- 百貨公司
- 超級市場
- 銀行

### 於1999年生效的禁煙區
- 超過200個室內席位食肆之中的不少於1/3面積

### 於2007年1月1日起生效的禁煙區

#### 室內地方
- 室內工作間（包括工作，用膳及休息所使用的地方）
- 室內公共地方（如：公共洗手間、電話亭、行人隧道、停車場、會所、展覽館、大廈內的升降機大堂、走火樓梯的室內範圍等）
- 食肆
- 卡拉OK
- 街市（不論是公營或私營，或是由公營或私營部門或由私人機構管理）
- 店舖
- 安老院
- 共用宿舍（指由僱主向不少於2名或以上僱員或向該等僱員及其家屬提供的居所）

#### 室內及室外地方
- 扶手電梯
- 幼兒園
- 學校
- 大學及專上學院
- 醫院
- 香港濕地公園

#### 康樂及文化事務署轄下場地
- 運動場
- 體育館
- 博物館
- 公園、休憩處及兒童遊樂場（指定吸煙區或不禁煙場地除外）
- 香港大球場及旺角大球場
- 泳灘
- 游泳池

### 於2009年7月1日起生效的禁煙區
- 酒吧
- 浴室
- 夜總會
- 按摩院
- 會所內的麻將房
- 麻將天九耍樂場所

### 於2009年9月1日起生效的禁煙區
- 超過2種交通工具有上蓋的公共運輸交匯處
- 超過2條路線有上蓋的巴士或小巴總站

### 於2010年12月1日起生效的禁煙區
- 超過2種交通工具不設上蓋的公共運輸交匯處
- 超過2條路線不設上蓋的巴士或小巴總站

### 於2016年3月31日起生效的禁煙區
- 8個隧道收費廣場的巴士轉乘處（包括：海底隧道、東區海底隧道、西區海底隧道、獅子山隧道、城門隧道、大老山隧道、大欖隧道及尖山隧道及沙田嶺隧道）

### 於2018年8月31日起生效的禁煙區
- 3個隧道／公路的巴士轉乘處（包括：香港仔隧道收費廣場、青嶼幹線轉車站及屯門公路轉車站）

### 於2021年12月31日起生效的禁煙區
- 3個隧道／公路的巴士轉乘處（包括：將軍澳隧道轉車站、粉嶺公路轉車站及屯門赤鱲角隧道轉車站）

### 其他
- 公共交通工具或上述禁煙區的負責人必須於有關禁煙區域張貼足夠數量的清晰禁煙標誌及／或海報，以提醒市民上述有關公共場所為禁止吸煙區。
- 任何人如違反有關禁煙區吸煙被要求提供其姓名及地址或出示身分證明文件時，不遵從要求或提供虛假或誤導他人的姓名或地址，最高可罰款HK$10,000。
- 若上述禁煙區的負責人沒有依法執行控煙措施（如：不張貼禁煙標誌、海報、或於上述有關公共場所的室內地方設吸煙區、吸煙房等），最高可罰款HK$25,000。
- 任何人如根據上述條款被要求離開或被逐出禁止吸煙區，均無權要求獲退還為進入有關禁煙區所繳付的入場費、費用或款項。
- 違例吸煙人士已於2009年9月1日起實施定額罰款HK$1,500，法例除衛生署的控煙酒督察及香港警務處的警務人員外，亦授權食物環境衛生署、康樂及文化事務署和房屋署的指人員，在相關禁煙區執行法例。
- 若違例吸煙人士拒絕在定額罰款通知書的指定限期繳交定額罰款，最高可罰款HK$5,000和監禁一年。
- 另在香港註冊和海外航空公司均受「香港吸煙條例」規管，違反有關法例，最高可罰款HK$50,000和監禁2年。

## 煙草產品的售賣規管
任何人如違反以下規定，違例者最高可罰款HK$50,000及監禁六個月
- 任何人禁止進口、製造、 售賣、為商業目的而管有，或給予另一人以作推廣另類吸煙產品，包括電子煙、加熱煙產品及草本煙[註 2]

任何人如違反以下規定，違例者最高可罰款HK$50,000
- 任何人售賣的香煙必須裝載於至少20支香煙的封包內，而香煙封包及零售盛器必須以法例訂明的式樣及方式展示健康忠告，焦油量及尼古丁含量。另外，雪茄、煙斗、煙草及香煙煙草產品的零售盛器都須要以法例訂明的式樣及方式展示健康忠告。
- 不得售賣或要約出售焦油含量超過17毫克的香煙，或管有焦油含量超過17毫克的香煙作售賣用途。[註 3]
- 不得以銷售機（如：自動售賣機）售賣或要約出售任何煙草產品。[註 4]
- 煙草產品的價格標記及價格牌，必須符合法例訂明的規格，而且需加上健康忠告「香港特區政府忠告市民：吸煙足以致命」。

任何人若違反以下規定，違例者最高可罰款HK$25,000
- 任何人不得將煙草產品售予18歲以下人士，或為推廣、宣傳而將煙草產品贈予任何人士。
- 任何人在出售煙草產品時，必須於其處所的當眼處，設置一個中英文標誌，表示禁止將煙草產品售予18歲以下人士或派贈予任何人士。[註 5]
- 標誌必須為：「特區政府諭：禁止售賣煙草產品予18歲以下人士或派贈煙草產品予任何人士」的中英文版本；有關標誌必須符合法例訂明的規格。
- 不得以代用券（如：禮券、現金券等）形式將煙草產品售賣或要約出售或給予其他人。
- 不得將煙草產品給予其他人，作為活動或比賽的獎品。
- 不得為誘使他人購買或向他人推廣煙草產品而給予有值代價。
- 不得售賣或要約出售包括禮物在內或連同禮物的煙草產品，或管有作售賣用途。
- 不得售賣，或要約出售包括代用券、印花或彩票在內，或連同代用券、印花或彩票一同出售的煙草產品，亦不能管有有關產品作售賣用途。
- 不得售賣，或要約出售包括作為禮物的煙草產品、或連同該煙草產品一同出售的非煙草產品，亦不能管有有關產品作售賣用途。
- 不得售賣，或要約出售由某煙草產品和某非煙草產品組合而成的單一商品，或管有該商品作售賣用途。
- 不得向公眾展示或給予他人載有與銷售煙草產品有關連的人的姓名、名稱及／或商業名稱的物件。
- 不得向公眾展示或給予他人載有煙草產品商標、牌子名稱，或通常與其相聯圖樣或圖樣一部分的物件。

### 其他
- 煙草產品的價格標記及價格牌若不符合符合法例訂明的規格，在罪行持續期間，每日另加罰款HK$1,500

## 煙草廣告的涵義及管制
任何人如違反以下規定，違例者最高可罰款HK$50,000；若在罪行持續期間，每日另加罰款HK$1,500
- 任何廣告不得以明示或暗示的方式誘使、建議或促請任何人購買或吸用煙草產品/另類吸煙產品，包括香煙、雪茄、煙斗煙草或香煙煙草、述及吸煙，而所用的詞句刻意以明示或默示的方式推廣或鼓勵使用煙草產品//另類吸煙產品、或闡述或提及吸煙、煙草產品//另類吸煙產品、其包裝或品質的任何廣告。
- 任何人不得在印刷刊物中印刷、刊登或安排刊登煙草廣告。適用於任何本地報刊；在香港印刷、刊印及分發的任何印刷文件。
- 任何人不得展示或安排展示，或為展示用途而刊登、分發或安排為展示用途而刊登或分發任何形式的煙草廣告。
- 任何人不得以無線電（如：電台）傳送聲音播放煙草/另類吸煙產品廣告、以無線電或無線電以外的方法傳送視覺影像或聲音（如：電視）播放煙草/另類吸煙產品廣告、於電影上映煙草/另類吸煙產品廣告或安排將煙草廣告置於電腦互聯網上。

### 煙草廣告管制沿革
1. 1982年11月15日：印刷刊物所刊登的煙草廣告，必須附設文字健康忠告及煙草產品的焦油含量級別[9]
2. 1983年2月15日：所有煙草廣告硬照必須附設文字健康忠告；所有於電視及戲院內播放的煙草廣告影片，片末必須附設文字健康忠告
3. 1987年11月13日：所有於電視及戲院內播放的煙草廣告影片，整段影片必須附設黑底白字以及指定字型的文字健康忠告，並於片末播出不少於3秒的聲音健康忠告
4. 1988年12月1日：不得在下午4時—10時30分於公眾電視頻道上播放所有煙草廣告及節目贊助
5. 1989年8月26日：不得在下午4時—10時30分於公眾電台頻道上播放所有煙草廣告及節目贊助
6. 1990年12月1日：全面禁止電視及電台的煙草廣告及節目贊助
7. 1992年8月1日：禁止戲院內的煙草廣告
8. 1994年1月1日：所有煙草廣告硬照，如屬首次推出或其後更改幅度超過20%者，文字健康忠告方框的面積不得少於廣告平面的20%
9. 1998年4月1日：禁止在互聯網上展示煙草廣告
10. 1998年7月1日：禁止以附送獎品、禮物、贈品或抽獎以交換任何具價值的產品來促銷煙草產品
11. 1999年6月26日：禁止所有展示式的煙草廣告
12. 1999年12月31日：禁止在印刷刊物內刊登煙草廣告
13. 2007年11月1日：兩名或以下僱員的零售店舖限制煙草廣告展示的豁免撤銷
14. 2009年11月1日：持牌小販攤檔限制煙草廣告展示的豁免撤銷

## 法例訂明的健康忠告
- 1982年至1993年
  - 香港政府忠告市民：吸煙危害健康
- 1993年至1999年
  - 「香港政府忠告市民」及以下忠告內容：
    - 吸煙可引致心臟病
    - 吸煙可以致癌
    - 吸煙可以致命
    - 吸煙害己害人

  - 文字忠告須置於包裝正面以及背面
- 1999年至2007年
  - 「特區政府忠告市民」、焦油和尼古丁含量數值及以下忠告內容：
    - 吸煙引致肺癌
    - 吸煙足以致命
    - 吸煙引致心臟病
    - 吸煙引致癌病
    - 吸煙引致呼吸系統疾病
    - 吸煙禍及子女

  - 文字忠告須置於包裝正面以及背面的上方
- 2007年至2018年
  - 「香港特區政府忠告市民」、焦油和尼古丁含量數值、有關法例訂明的表達圖像及以下忠告內容：
    - 吸煙引致肺癌
    - 吸煙足以致命[註 6]
    - 吸煙禍及家人
    - 吸煙引致末梢血管疾病
    - 吸煙可引致陽萎
    - 吸煙可加速皮膚老化

  - 圖像及文字忠告須置於包裝正面以及背面的上方，覆蓋面積不得少於50%
- 2018年至今
  - 「請為你的下一代戒煙，戒煙熱線：1833 183，香港特區政府忠告市民」、焦油和尼古丁含量數值、有關法例訂明的表達圖像及以下忠告內容：
    - 吸煙帶來痛苦，生不如死
    - 吸煙足以致命
    - 吸煙禍及子女
    - 吸煙奪去我的聲線
    - 吸煙引致末梢血管疾病
    - 吸煙引致心臟病
    - 吸煙引致肺癌
    - 吸煙引致陽萎
    - 吸煙引致早死
    - 吸煙引致中風
    - 吸煙引致衰老
    - 違例吸煙，定額罰款港幣1,500元

  - 圖像及文字忠告須置於包裝正面以及背面
  - 香煙包裝的覆蓋面積均不得少於85%，雪茄包裝正面及背面的覆蓋面積不得少於70%和100%，圓形蓋面則獲豁免
  - 焦油和尼古丁含量數值須置於包裝側邊

## 外部連結
- 吸煙（公眾衞生）條例（页面存档备份，存于） - 衞生署控煙酒辦公室
- 立法會《2005年吸煙（公眾衞生）（修訂）條例草案》委員會
- 另類吸煙產品的禁令（页面存档备份，存于） - 衞生署控煙酒辦公室